# John Ryder
John Ryder (Islington, 19 luglio 1988) è un ex pugile britannico. Ha combattuto professionalmente tra il 2010 e il 2024, detenendo per due volte il titolo ad interim di campione mondiale dei pesi supermedi.
Durante il corso della sua carriera ha combattuto due volte per vincere il titolo mondiale, di cui una per il titolo di campione indiscusso dei pesi supermedi. 

## Carriera

### Gli inizi
Dopo una carriera da dilettante terminata con 30 vittorie su 35 incontri, debutta da professionista il 10 settembre 2010 sconfiggendo per ko tecnico Ben Deghani.
Ryder inizia la propria carriera con 15 vittorie su 15, proiettandolo ad una sfida con un altro grande prospetto britannico di allora, Billy Joe Saunders. I due si scontrano per il titolo britannico e il titolo del Commonwealth il 21 settembre 2013, vedendo Ryder sconfitto in un incontro equilibrato terminato ai punti.

### Le sfide per i titoli mondiali
Nel maggio del 2019 sfida l'australiano Bilal Akkawy per il titolo vacante WBA ad interim dei pesi supermedi, sconfiggendolo per ko tecnico alla terza ripresa.
La vittoria su Akkawy proietta Ryder a una sfida per i titoli WBA (Super) e The Ring contro il connazionale Callum Smith. L'incontro tra i due britannici avviene il 23 novembre 2019 a Liverpool, dove Smith riesce a vincere contro Ryder ai punti in un risultato altamente controverso.
Combatte per un titolo mondiale quattro anni più tardi affrontando il campione indiscusso dei pesi supermedi, Canelo Álvarez, per i titoli WBA (Super), WBC, IBF, WBO e The Ring, perdendo però per decisione unanime.
Si ritira dal pugilato nel febbraio 2024, un mese dopo la sconfitta per ko tecnico contro il messicano Jaime Munguía.

## Risultati
| No. | Risultato | Record | Avversario          | Metodo | Round   | Data              | Città      | Note                                                                     |
| --- | --------- | ------ | ------------------- | ------ | ------- | ----------------- | ---------- | ------------------------------------------------------------------------ |
| 39  | Sconfitta | 32–7   | Jaime Munguía       | TKO    | 9 (12)  | 27 gennaio 2024   | Phoenix    | Per il titolo WBC Silver dei pesi supermedi                              |
| 38  | Sconfitta | 32–6   | Canelo Álvarez      | UD     | 12      | 6 maggio 2023     | Zapopan    | Per i titoli WBA (Super), WBC, IBF, WBO, and The Ring dei pesi supermedi |
| 37  | Vittoria  | 32–5   | Zach Parker         | RTD    | 5 (12)  | 26 novembre 2022  | Londra     | Vince il titolo vacante WBO ad interim dei pesi supermedi                |
| 36  | Vittoria  | 31–5   | Daniel Jacobs       | SD     | 12      | 12 febbraio 2022  | Londra     |                                                                          |
| 35  | Vittoria  | 30–5   | Jozef Jurko         | TKO    | 5 (10)  | 10 settembre 2021 | Klagenfurt |                                                                          |
| 34  | Vittoria  | 29–5   | Mike Guy            | UD     | 10      | 18 dicembre 2020  | Hollywood  |                                                                          |
| 33  | Sconfitta | 28–5   | Callum Smith        | UD     | 12      | 23 novembre 2019  | Liverpool  | Per i titoli WBA (Super) e The Ring dei pesi supermedi                   |
| 32  | Vittoria  | 28–4   | Bilal Akkawy        | TKO    | 3 (12)  | 4 maggio 2019     | Paradise   | Vince il titolo vacante WBA ad interim dei pesi supermedi                |
| 31  | Vittoria  | 27–4   | Andrey Sirotkin     | KO     | 7 (12)  | 27 ottobre 2018   | Londra     |                                                                          |
| 30  | Vittoria  | 26–4   | Jamie Cox           | KO     | 2 (12)  | 5 maggio 2018     | Londra     |                                                                          |
| 29  | Vittoria  | 25–4   | Patrick Nielsen     | KO     | 5 (10)  | 14 ottobre 2017   | Londra     |                                                                          |
| 28  | Sconfitta | 24–4   | Rocky Fielding      | SD     | 12      | 22 aprile 2017    | Liverpool  | Per il titolo vacante britannico dei pesi supermedi                      |
| 27  | Vittoria  | 24–3   | Adam Etches         | UD     | 12      | 4 febbraio 2017   | Londra     | Vince il titolo vacante IBF International dei pesi supermedi             |
| 26  | Sconfitta | 23–3   | Jack Arnfield       | UD     | 12      | 24 settembre 2016 | Manchester | Perde il titolo WBA International dei pesi medi                          |
| 25  | Vittoria  | 23–2   | Robert Talarek      | PTS    | 6       | 28 maggio 2016    | Glasgow    |                                                                          |
| 24  | Vittoria  | 22–2   | Sergey Khomitsky    | UD     | 12      | 30 gennaio 2016   | Londra     | Vince il titolo WBA International dei pesi medi                          |
| 23  | Vittoria  | 21–2   | Adam Jones          | PTS    | 6       | 10 ottobre 2015   | Londra     |                                                                          |
| 22  | Sconfitta | 20–2   | Nick Blackwell      | TKO    | 7 (12)  | 30 maggio 2015    | Londra     | Per il titolo vacante britannico dei pesi medi                           |
| 21  | Vittoria  | 20–1   | Billi Facundo Godoy | TKO    | 10 (12) | 31 gennaio 2015   | Londra     | Difende il titolo vacante WBO Inter-Continentale dei pesi medi           |
| 20  | Vittoria  | 19–1   | Theophilus Tetteh   | TKO    | 5 (10)  | 11 ottobre 2014   | Londra     | Vince il titolo vacante WBO Inter-Continentale dei pesi medi             |
| 19  | Vittoria  | 18–1   | Ruslans Pojonisevs  | PTS    | 6       | 19 luglio 2014    | Londra     |                                                                          |
| 18  | Vittoria  | 17–1   | Jez Wilson          | TKO    | 9 (10)  | 5 aprile 2014     | Londra     |                                                                          |
| 17  | Vittoria  | 16–1   | Giorgi Kandelaki    | PTS    | 6       | 15 marzo 2014     | Liverpool  |                                                                          |
| 16  | Sconfitta | 15–1   | Billy Joe Saunders  | UD     | 12      | 21 settembre 2013 | Londra     | Per il titolo britannico e del Commonwealth                              |
| 15  | Vittoria  | 15–0   | Yoann Bloyer        | TKO    | 2 (6)   | 13 luglio 2013    | Hull       |                                                                          |
| 14  | Vittoria  | 14–0   | Farai Musiyiwa      | PTS    | 8       | 9 marzo 2013      | Londra     |                                                                          |
| 13  | Vittoria  | 13–0   | Eamonn O'Kane       | TKO    | 8 (10)  | 8 dicembre 2012   | Londra     |                                                                          |
| 12  | Vittoria  | 12–0   | Sandor Micsko       | TKO    | 2 (8)   | 8 settembre 2012  | Londra     |                                                                          |
| 11  | Vittoria  | 11–0   | Luke Robinson       | PTS    | 8       | 26 maggio 2012    | Nottingham |                                                                          |
| 10  | Vittoria  | 10–0   | Alistair Warren     | PTS    | 8       | 17 marzo 2012     | Sheffield  |                                                                          |
| 9   | Vittoria  | 9–0    | Mariusz Biskupski   | TKO    | 2 (8)   | 28 gennaio 2012   | Londra     |                                                                          |
| 8   | Vittoria  | 8–0    | Zoran Cvek          | TKO    | 3 (10)  | 3 dicembre 2011   | Chigwell   |                                                                          |
| 7   | Vittoria  | 7–0    | Luke Osman          | TKO    | 2 (6)   | 9 novembre 2011   | Londra     |                                                                          |
| 6   | Vittoria  | 6–0    | Danny Brown         | TKO    | 1 (4)   | 8 ottobre 2011    | Londra     |                                                                          |
| 5   | Vittoria  | 5–0    | Lee Noble           | PTS    | 6       | 30 aprile 2011    | Londra     |                                                                          |
| 4   | Vittoria  | 4–0    | Dalton Miller       | RTD    | 2 (4)   | 26 marzo 2011     | Londra     |                                                                          |
| 3   | Vittoria  | 3–0    | Lewis Byrne         | PTS    | 4       | 19 febbraio 2011  | Londra     |                                                                          |
| 2   | Vittoria  | 2–0    | Sabie Montieth      | DQ     | 1 (4)   | 4 dicembre 2010   | Londra     |                                                                          |
| 1   | Vittoria  | 1–0    | Ben Deghani         | TKO    | 1 (4)   | 10 settembre 2010 | Londra     |                                                                          |